# Musaranya lleonada
La musaranya lleonada (Crocidura fulvastra) és una espècie de mamífer eulipotifle de la família de les musaranyes (Soricidae) que viu a la sabana. oriünda d'Etiòpia, Kenya, Mali, Nigèria, el Sudan i, possiblement també, Benín, Burkina Faso, Camerun, República Centreafricana i Txad. Es va extingir a Egipte. Actualment no hi ha amenaces greus per aquesta espècie molt estesa.